# Geeladeroeverlibel
De geeladeroeverlibel (Orthetrum nitidinerve) is een echte libel uit de familie van de korenbouten (Libellulidae). De wetenschappelijke naam van de soort werd in 1841 als Libellula nitidinervis gepubliceerd door Edmond de Selys Longchamps. De Nederlandstalige naam is ontleend aan Libellen van Europa.